# 芹生峠
芹生峠（せりょうとうげ）は、京都府京都市右京区と同市左京区に跨る峠である。

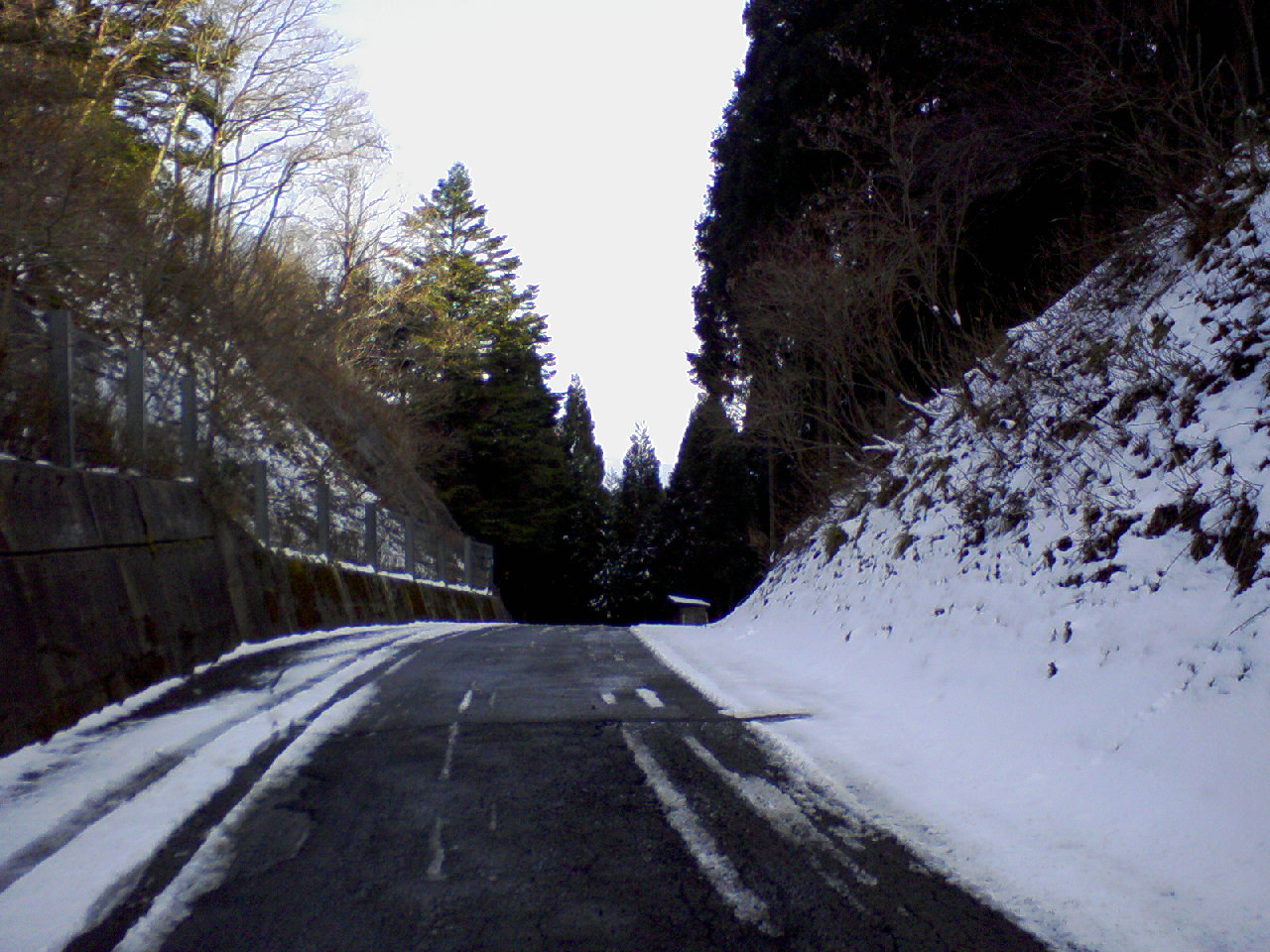
比叡山方向を望む

## 概要
標高680mの京都府道361号上に位置しており、京都府京都市右京区京北芹生と同市左京区鞍馬貴船町を隔てている。峠のすぐ近くから芹生側に灰屋川が流れており、ここに芹が自生していたのが名の由来との伝承がある。かつては京北周山地区から上洛する場合には最もメジャーな道路であり、左京区側の麓にある川床で有名な貴船はこの芹生峠を越えた人が休憩を取り、服装を正した茶屋のようなものから始まった。京都の文化に深く根付いた峠といえるだろう。

## 道路状況
車両での通行が可能な峠である。しかし片側1車線が整備された区間と1.0車線の離合不可能な狭路の区間が断続的に繰り返し、急勾配や急カーブが連続する峠道となっている。特に貴船側は20°以上の急勾配の上、ヘアピンカーブが連続する区間があり、大型車は1度で曲がりきれないこともある。しかし麓に下りると雅な料亭や川床が広がる観光地として整備された一角が現れ、交通量が激増する。特にこの貴船は避暑地として有名な為、夏には渋滞が起きることもある。峠の北側と南側で周囲の状況が一変する峠である。

## 峠附近の施設
- 貴船神社
- 叡山電鉄鞍馬線貴船口駅